# Kanab
Kanab ist ein Ort und County Seat von Kane County im Bundesstaat Utah. Das U.S. Census Bureau hat bei der Volkszählung 2020 eine Einwohnerzahl von 4683 ermittelt.

## Geographie
Der Ort bedeckt eine Fläche von 36,4 km² (14,1 mi²), davon sind 0,1 km² die Wasserfläche des Kanab Creeks, eines Nebenflusses des Colorado Rivers. Er liegt zentral zwischen dem Bryce-Canyon-Nationalpark, dem Grand Canyon (North Rim), dem Zion-Nationalpark und dem Grand Staircase-Escalante National Monument. In Kanab endet der U.S. Highway 89A am U.S. Highway 89.

## Geschichte
Der erste Siedler am Ort des späteren Kanab war Lewi Steward im Jahr 1864. Als Ortschaft entstand Kanab 1870, als zehn Familien Mormonische Pioniere der Kirche Jesu Christi der Heiligen der Letzten Tage in die Gegend zogen.
Am 10. Januar 2006 beschloss der Stadtrat von Kanab eine umstrittene Resolution analog zu den Zielen der Quiverfull-Bewegung: The Natural Family: A Vision for the City of Kanab, codifying the definition of a "natural family". (dt.: Die natürliche Familie: Eine Vision für die Stadt Kanab, mit der die Definition einer natürlichen Familie kodifiziert wird)

## Demographie
Am 1. Juli 2004 lebten in Kanab 3528 Menschen.

### Altersstruktur
| Alter    | Anteil  |
| -------- | ------- |
| unter 18 | 28,90 % |
| 18 – 24  | 6,70 %  |
| 25 – 44  | 19,90 % |
| 45 – 64  | 24,90 % |
| über 65  | 19,60 % |

- Das durchschnittliche Alter beträgt 40 Jahre